# Leptomenoides extraneus
Leptomenoides extraneus är en stekelart som först beskrevs av Henri Saussure 1855.  Leptomenoides extraneus ingår i släktet Leptomenoides och familjen Eumenidae. Inga underarter finns listade i Catalogue of Life.